# Усть-Нарінзорське сільське поселення
Усть-Нарінзо́рське сільське поселення (рос. Усть-Наринзорское сельское поселение) — сільське поселення у складі Стрітенського району Забайкальського краю Росії.
Адміністративний центр — село Усть-Нарінзор.

## Історія
2013 року було утворено село Нарінзор шляхом виділення частини зі складу села Усть-Нарінзор.

## Населення
Населення сільського поселення становить 515 осіб (2019; 620 у 2010, 821 у 2002).

## Склад
До складу сільського поселення входять:
| Населений пункт     | Населення, осіб (2002) | Населення, осіб (2010) |
| ------------------- | ---------------------- | ---------------------- |
| Делюн, село         | 73                     | 72                     |
| Кокертай, село      | 22                     | 4                      |
| Нарінзор, село      | -                      | -                      |
| Усть-Нарінзор, село | 726                    | 544                    |